# فريدريش باولوس
فريدريش فيلهلم إرنست باولوس (بالألمانية: Friedrich Wilhelm Ernst Paulus) (23 سبتمبر 1890 - 1 فبراير 1957) ضابط في الجيش الألماني من 1910 إلى 1943. حمل رتبة مارشال خلال الحرب العالمية الثانية. كان قائدًا للجيش الالماني السادس خلال معركة ستالينجراد التي انتهت نهاية مأساوية لألمانيا النازية، حيث قُتِلَ وأُسِرَ أكثر من مليون من جنود الجيش الألماني وجنود جيوش دول المحور عقب هجوم سوفيتي مضاد في نوفمبر 1942.
استسلم فريدريش باولوس للسوفيات في ستالينجراد في 31 يناير 1943، وهذا بعد يوم واحد من ترقيته إلى رتبة مارشال بواسطة هتلر. توقع هتلر من باولوس أن يقدم على الانتحار، حيث لم يسبق أن يبقى مارشال، أو بمعنى أدق: "ألمانياً"، في قبضة الأسر. خلال فترة سجنه في الاتحاد السوفيتي، أصبح ناقدا لاذعاً للحقبة النازية، وانضم إلى اللجنة الوطنية لألمانيا حرة التي تدعهما روسيا.

## حياته الباكرة
ولد في بريتيناو ابن درس، لم ينجح في دراسته في بحرية كيسرليش، ودرس القانون بصورة ملخصة في جامعة ماربيرغ.

## الخدمة العسكرية
بعد ترك الجامعة بدون شهادة التحق بفوج لمشاة ال111، وفي 4 يوليو 1912 تزوج الينا سوليسكو.
عند اندلاع الحرب العالمية الأولى كان في ضمن الفرقة التي هجمت على فرنسا وخدم كضابط في مقدونيا وفرنسا وصربيا.
بعد توقيع الهدنة قاتل بولوس في كمعاون لواء في القوات الحرة -و التي كانت من المتطوعيين مع أوضد حكومة فايمار- بين 1921 و1933 خدم في عدة مناصب في هيئة الأركان، وآمراً لكتيبة المركبات بين عامي 1934 و1935 قبل أن يُعين كقائداً لفرقة البانزر تحت قيادة لوتز، ثُم عُيِّن تحت إمرة الجنرال جودريان الذي وصفه بأنه عبقري وواعي ونشيط لكنه شكّك في أن يكون حسمه لقراراته وفي قساوته وخبرته.
ورُقي لرتبة لواء وأصبح قائداً للجيش العاشر الذي شارك في غزو فرنسا وهولندا وبلجيكا، ثُم رقي لرتية فريق وشارك في التحضيرات لغزو الإتحاد السوفييتي.

## معركة ستالينغراد
رُقّي باولوس لرتبة جنرال (فريق أول) وأُعطي قيادة الجيش السادس المتوجه نحو ستالينغراد لكنه حُوصر بواسطة الجيوش السوفيتية القوية ولم يستطع مانشاين تخليصه، ورفض هتلر فكرة اختراق الطوق والانسحاب رغم محاولات مانشتاين بإقناعه بأنها الحل الوحيد، ثُم أخيراً تمكن كيرت زيتلر رئيس هيئة أركان الحرب الجديد بإقناع هتلر بفكرة اختراق الطوق والانسحاب.
لكن محاولاته لكسر الحصار باءت بالفشل ومع تناقص الذخيرة والمؤن وسوء حالة الجيوش الألمانية أصبح من الاستحالة هزيمة الجيش الأحمر، ولكنه قاتل ووقعت خسائر جسيمة من الطرفين.
في 8 يناير 1943 قام الجنرال الروسي قنسطنطين روكوسوفسكي بتقديم عرض كريم للاستسلام لباولوس مبني على تقديم المؤن والعناية الطبية وترحيلهم إلى الدولة التي يرغبون بها بعد الحرب مقابل تسليم شاراتهم ولباسهم العسكري، كان موقف باولوس مستحيلاً وطلب من هتلر أن يستسلم لكن هتلر رفض وأمره أن يبقى في ستالينغراد حتى آخر جندي.
سيطر الروس على مهبط الطائرات وعرضوا الاستسلام على باولوس مرة اُخرى، لكن هتلر رفض الاستسلام، في 30 يناير باولوس أعلم هتلر أن جنوده على بُعد ساعات من الانهيار، قام هتلر عبر الراديو بإغداق الترقيات لضباط باولوس لرفع معنوياتهم و رُقّي باولوس لرتبة (فيلد مارشال)، ولم يُعرف أي فيلد مارشال ألماني سبق أن استسلم، وكان واضحاً دفع باولوس للإنتحار لأنه إذا استسلم سيكون يلحق العار بتاريخ ألمانيا العسكري.
بالرغم من ذلك استسلم باولوس وجنوده في اليوم التالي 31 يناير 1943 مقابل شروط.
و أصبح من منتقدي النظام النازي وشهد في محاكمات نورنبيرغ، وسُئل عن السجناء من قبل صحفي فقال أن يُخبر اُمهاتهم وزوجاتهم أنه بخير بالرغم من أنه كان يعلم أن 90% منهم ماتوا.
من بين 91,000 جندي استسلموا للروس في ستالينغراد لم يعد لبلاده سوى 6,000 جندي .
أصبح باولوس ضابط شرطة في دريسدن في جمهورية ألمانيا الديمقراطية ومات عام 1957 ودُفن في بادن بجانب زوجته التي توفيت 1947 ولم ترى زوجها ثانية.

## روابط خارجية
- فريدريش باولوس على موقع IMDb (الإنجليزية)
- فريدريش باولوس على موقع الموسوعة البريطانية (الإنجليزية)
- فريدريش باولوس على موقع مونزينجر (الألمانية)
- فريدريش باولوس على موقع إن إن دي بي (الإنجليزية)
- فريدريش باولوس على موقع ديسكوغز (الإنجليزية)